# Атлантик-Сити
Атла́нтик-Си́ти (англ. Atlantic City) — город на северо-востоке США, в штате Нью-Джерси, известный своими казино, азартными играми, песчаными пляжами, бордвоками, торговыми центрами, отличным видом на Атлантический океан. Атлантик-Сити, вместе со своими пригородами, расположен на острове Эбсекон на атлантическом побережье Северной Америки. По данным на 2008 год, в агломерации Атлантик-Сити проживает 266 268 человек, из них 35 770 — в самом городе. Статус города присвоен властями штата Нью-Джерси 1 мая 1854 года.
В популярной настольной игре «Монополия» игровые локации содержат названия улиц и районов агломерации Атлантик-Сити.

## Население
По состоянию на 2006—2008, согласно исследованиям Бюро переписи населения США, в городе проживало 34 769 человек. Расовый состав города — 24,0 % белых, 41,7 % афроамериканцев, 14,9 % азиатов, 0,4 % коренных американцев, 18,3 % из других рас, и 0,6 % причисляли себя к двум или более расам; 24,1 % населения были латиноамериканского или какой-либо латинской расы. 19,2 % населения неиспаноязычных белых.

## Казино

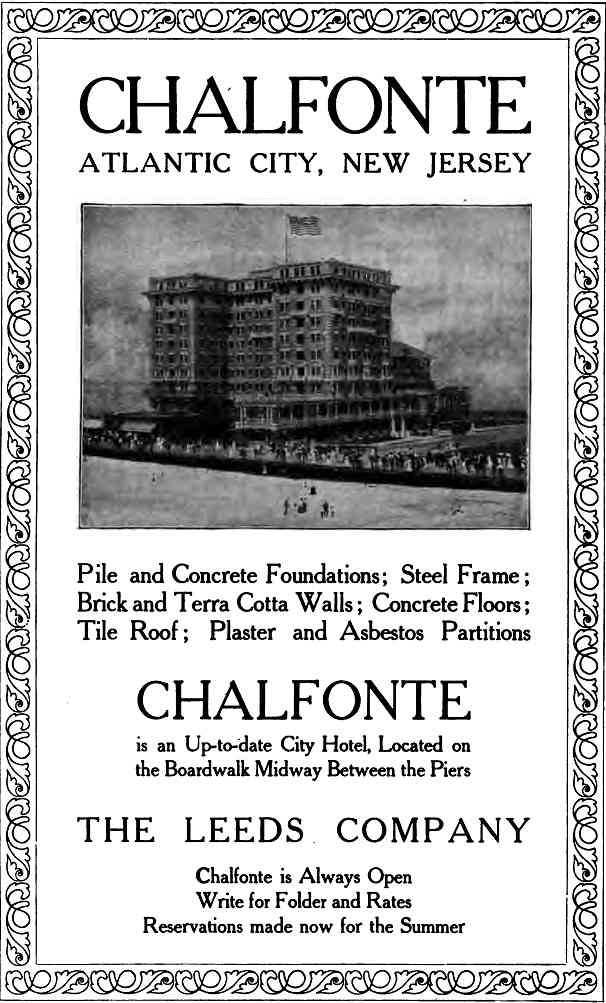
Чалфонт-Хаддон Холл Отель — первое казино в Атлантик-сити. Реклама 1905 года.

В рамках усилий по развитию города сенаторы штата Нью-Джерси проголосовали за открытие в Атлантик-Сити первого казино, несмотря на то, что в 1974 году референдум по вопросу о легализации азартных игр провалился.
Первое легальное казино в восточной части Соединённых Штатов было открыто в Чалфонт-Хаддон-Холл-Отеле — 26 мая 1978 года, в здании, построенном в 1868 году, почти век прослужившем обычной гостиницей.

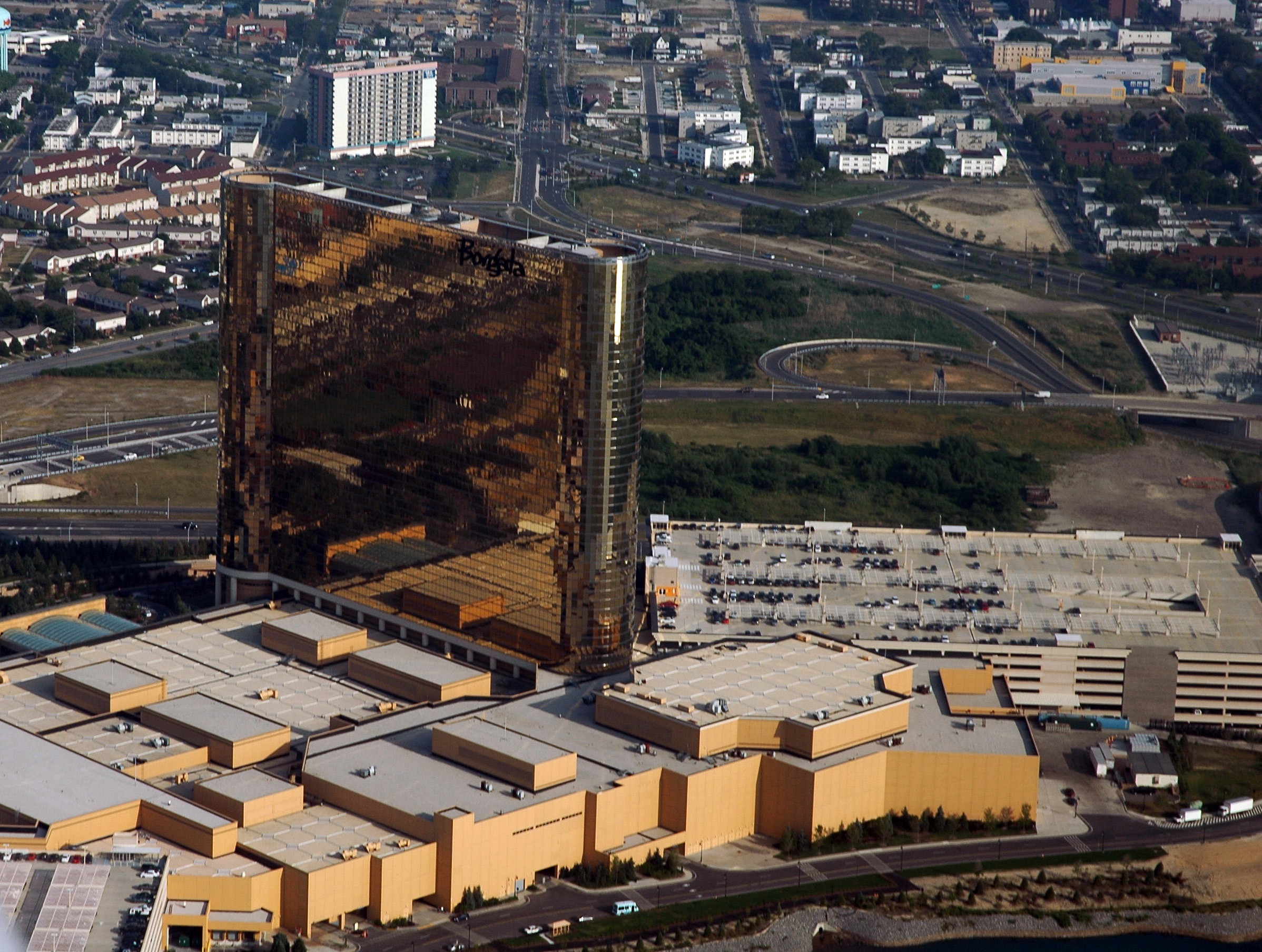
Боргата — самое большое казино в Атлантик-сити

Город является крупнейшим после Лас-Вегаса центром игорной индустрии, и также вместе с Лас-Вегасом одним из двух городов страны, где строительство казино разрешено на суше.
По американским законам, однако, большинство казино должны представлять собой плавучие заведения.

## Климат
Атлантик-Сити имеет влажный субтропический климат и в среднем 205 солнечных дней в году.
Лето, как правило, тёплое и влажное. Температурный максимум в пределах 24-27 °C, температурный минимум — 18-21 °C. Зима мягкая: средний температурный максимум 5-8 °C, средний минимум −2-4 °C. Весна и осень нестабильные, хотя они, как правило, мягкие, с низкой влажностью.
Годовое количество осадков составляет 965,20 мм, которое является достаточным в течение всего года. Из-за своей близости к Атлантическому океану и его расположение в Южном Джерси, Атлантик-Сити получает меньше снега, чем большая часть остального Нью-Джерси. В городе осадки составляют в среднем только 406,40 мм, каждую зиму снегопад. Не редкость поливающий дождь в Атлантик-Сити, в то время как на северные и западные районы штата сыплет снег.
- Среднегодовая температура — +12,4 °C
- Среднегодовая скорость ветра — 3,7 м/с
- Среднегодовая влажность воздуха — 72 %

| Показатель                    | Янв.  | Фев.  | Март  | Апр.  | Май  | Июнь | Июль | Авг. | Сен. | Окт. | Нояб. | Дек.  | Год   |
| ----------------------------- | ----- | ----- | ----- | ----- | ---- | ---- | ---- | ---- | ---- | ---- | ----- | ----- | ----- |
| Абсолютный максимум, °C       | 25,6  | 25,0  | 30,6  | 34,4  | 37,2 | 41,1 | 40,6 | 40,0 | 37,2 | 32,8 | 28,9  | 25,0  | 41,1  |
| Средний суточный максимум, °C | 5,3   | 6,8   | 11,0  | 16,5  | 21,8 | 27,0 | 29,7 | 28,7 | 25,0 | 19,2 | 13,5  | 7,8   | 17,7  |
| Средняя температура, °C       | 0,6   | 1,8   | 5,7   | 10,9  | 16,2 | 21,6 | 24,6 | 23,6 | 19,6 | 13,4 | 8,2   | 2,9   | 12,4  |
| Средний суточный минимум, °C  | −4,2  | −3,1  | 0,4   | 5,4   | 10,6 | 16,2 | 19,4 | 18,4 | 14,1 | 7,6  | 2,9   | −2    | 7,1   |
| Абсолютный минимум, °C        | −23,3 | −23,9 | −16,1 | −11,1 | −3,9 | 2,8  | 5,6  | 4,4  | 0,0  | −6,7 | −12,2 | −21,7 | −23,9 |
| Норма осадков, мм             | 82    | 73    | 107   | 92    | 85   | 79   | 95   | 104  | 80   | 87   | 83    | 94    | 1061  |
| Источник: Погода и климат     |       |       |       |       |      |      |      |      |      |      |       |       |       |

## Прочее
В концертном зале Бордуок (англ. Boardwalk Hall) находится самый большой в мире орга́н. Названия разных мест и улиц в классической игре Монополия были взяты из Атлантик-Сити. (В городе работает 6 пожарных станций. Среди известных уроженцев города — лоббист Джек Абрамофф и искусствовед Аллан Капроу.